# Buldog anglès
El buldog o  buldog anglès és una raça de gos originària de les Illes Britàniques. Aquesta raça va ser inicialment utilitzada per a apostes en baralles de gossos durant el segle xvii (el 1835 aquesta pràctica va ser prohibida a Anglaterra).
Actualment, aquest gos és un dels símbols d'Anglaterra.

## Descripció
És un gos de pèl curt, complexió pesant, més aviat baix en alçada, ample, poderós i compacte. Cap més aviat gran en proporció a la seva mida, però cap part del seu cos ha de tenir una mida excessiva amb relació a les altres, que trenqui així la simetria general, fent semblar el gos deformat o que interfereixi amb la seva capacitat de moviment. Cara curta, musell ample, rom i inclinat cap amunt. Els gossos que mostren problemes respiratoris són altament indesitjables. Cos curt, de bona estructura, sense tendència a l'obesitat. Membres forts, ben musculats i robustos. Part posterior alta i forta però una mica més lleugera en comparació amb el pesat front. Femelles no tan desenvolupades com els mascles.

## Comportament
La seva principal característica temperamental, a cavall entre la mandra i l'afalac, no és comparable a la de qualsevol altra raça canina. Sembla tossut i obcecat, i, a més, ho és. Però la influència humana en aquests animals, aconsegueix un buldog adult amb el seu caràcter notablement modelat per l'ensinistrament basat en la seva genètica.
Com a mascota i animal de companyia en el mateix domicili, el buldog anglès és un exemplar pacífic i gratificant, a contraposició a altres gossos més nerviosos, cridaners o inquiets, que constantment s'estan fent notar i reclamen la nostra contínua atenció.
El seu ensinistrament no resulta d'allò més fàcil, ja que el seu instint i intel·ligència natural no el predisposen per a l'obediència cega, però per la seva plena adaptació a romandre tancats en els nostres pisos sí que són molt còmodes per a nosaltres com a amables mascotes.

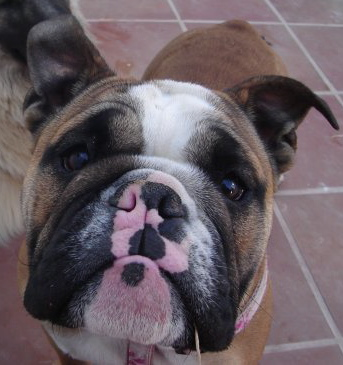

Els buldog anglesos són molt afectuosos amb les persones i en la seva companyia se senten feliços, però no envoltats d'altres gossos, amb els quals és molt reticent a establir llaços d'amistat. Aquesta característica temperamental del buldog anglès és comú a un gran nombre de races canines de combat que s'entusiasmen amb les persones que els envolten, però són insociables amb altres animals de la seva espècie.
Malgrat la seva famosa expressió d'amargat, els bulldogs són molt dòcils, però al mateix temps es pot moure molt ràpid a distàncies molt curtes. Són amables encara que de vegades capritxosos, la frase "tossut com un buldog" està vagament les seves arrels en la realitat.
Els criadors han treballat per suavitzar el caràcter més agressiu de la raça, en l'actualitat és un gos conegut per tenir un bon humor. Aquests poden ser molt aferrats a la família i no s'aventuren sense companyia d'ella per la seva naturalesa amistosa de portar-se bé amb els seus membres i amb altres gossos o mascotes.

## Pelatge
Són gossos amb pèl de textura fina, curt, atapeït i llis (és dur només pel fet de ser curt i atapeït).
El color és sòlid o emmascarat, (és a dir un sol color amb musell o màscara negra). Poden ser tant unicolors (que han de ser brillants i purs en el seu tipus) com tigrats, vermells en els seus diversos tons, bais, lleonats, etc. Blancs i partits (és a dir la combinació de blanc amb qualsevol dels colors anteriorment esmentats). Color carn, negre i negre i foc són altament indesitjables.

## Pes
El pes mitjà és de 25 quilos els mascles i d'uns 23 quilos les femelles.

## Origen
El terme bulldog va ser utilitzat per primera vegada al voltant de 1568 i podria haver estat aplicat a altres ancestres de les modernes diferents races buldog abans de pertànyer a la raça que reconeixem avui.
S'ha teoritzat que els buldog van ser criats al Regne Unit com una barreja entre el mastí i el Pug, encara que el seu origen genètic és motiu de debat. Des del pug no va arribar a Europa fins a finals del segle xvi, és poc probable que la raça fos un progenitor original del buldog. El buldog i el mastí es creu generalment que tenen arrels comunes a la Gran Bretanya.
El 1600, els buldog van ser usats per a l'esport anomenat bullbaiting així com el bearbaiting -un joc popular al segle xvii amb apostes-; també feien atacar buldogs entrenats a un toro lligat a un pal. La forma típica d'atac d'un buldog consisteix a mossegar el morro de la seva víctima i tractar d'asfixiar-la.
No obstant això, el paper dels primers buldog no es limita a l'esport. A mitjans del segle xvii a Nova York, es van utilitzar en rodeos promoguts pel governador Richard Nicolls. Com que fer rodeos amb toros salvatges era perillós, es va entrenar els buldogs per a capturar toros agafant-los pel nas, fins que es pogués lligar una corda al voltant del seu coll. L'ús de gossos per a lluitar amb altres gossos o altres animals va ser prohibit al Regne Unit per la Llei de crueltat amb els animals de 1835, però els buldogs com a mascotes que venia el comerciant Bill George tenien molt d'èxit.

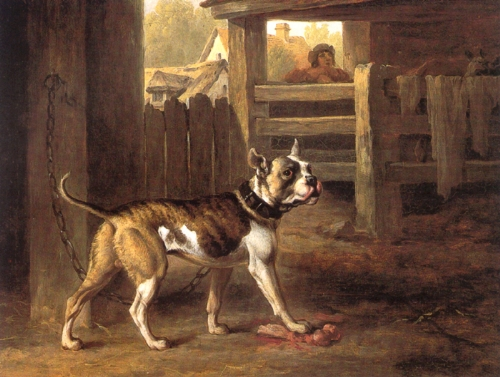
Pintura d'un buldog de 1790 de Philip Reinagle

Amb el temps, l'original buldog fou creuat amb el pug. El resultat va ser un gos curt, més ample, amb un crani braquicèfal. Encara que el buldog d'avui sembla dur, no podria realitzar els treballs que feia abans, ja que no podria suportar els rigors de funcionament i de ser llançat a un toro, i no el podria capturar amb un musell tan curt.
El club especialitzat més antic és el Bulldog Club (Anglaterra), que es va formar el 1878. Els membres d'aquest club es reunien amb freqüència al pub Post Blue d'Oxford Street, a Londres. Allà es va escriure el primer estàndard de la perfecció de la raça. El 1891, els dos buldogs més apreciats, Orry i Dockleaf, van competir en un concurs per veure quin gos podia caminar fins més lluny. Orry recordava els buldog original, era més lleuger i molt atlètic. Dockleaf era més petit i més pesat, més semblant als buldog moderns. Dockleaf va ser declarat el guanyador d'aquell any. Encara que alguns van sostenir que la versió anterior del buldog era més apta, la versió moderna sembla preferida pels aficionats de la raça, perquè van demostrar que estaven en igual condicions de forma i d'atletisme en la competició a peu.

## Salut
El buldog és una raça amb predisposició a patir cops de calor per la seva conformació cranial; el sobrepès, la manca de condicionament físic, problemes cardíacs, vellesa i la deshidratació poden propiciar-ho.
El cop de calor és un augment de la temperatura corporal a nivells en què el buldog és incapaç de controlar-ho per mitjà dels seus mecanismes naturals, i requereix l'auxili immediat.